# 申万宏源
申万宏源集團股份有限公司（深交所：000166、港交所：6806）简称：申万宏源，是一家总部设立在上海的证券公司。2014年7月25日，由原申银万国证券和宏源證券以换股吸收的方式合併成立。2015年1月26日，在深圳证券交易所重新上市。该公司现有195家股东，除中央汇金外，上海久事公司和中国光大（集团）总公司各持13.38%和12.51%的股份，分为第二、三大股东。
目前，申银万国共拥有4000多名员工，在全国各地设有11个分公司、2个代表处和155家营业网点。申银万国拥有控股子公司——上海申银万国证券研究所有限公司、申银万国期货有限公司、申银万国投资有限公司、申万菱信基金管理有限公司和申银万国（香港）集团公司及旗下的香港上市公司申銀萬國（香港）。
该公司经营证券经纪、证券自营、证券承销与保荐、融资融券业务和证券资产管理等多项服务。

## 发展历程
申万宏源是在2014年7月25日由原申银万国证券以换股吸收的方式和宏源證券合併成立（宏源证券为消灭公司）。而前身之一为申银万国证券股份有限公司（简称申银万国），是由原上海申银证券公司和上海万国证券公司于1996年4月25日合并设立。

### 申银证券
上海申银证券公司（简称申银证券）由中国工商银行上海分行发起组建，其前身为中国工商银行上海信托投资公司证券部。
1984年11月18日，中国人民银行上海市分行批准发行了新中国第一张A种股票——上海飞乐音响股份有限公司股票。在新中国证券市场发展初期；股票的发行、流通全都控制在银行手中，申请股票的发行需要通过中国人民银行的批复，而刚刚成立的中国工商银行成为了最早的营业部和交易所。
1986年9月26日，中国工商银行上海信托投资公司静安分公司开办代理股票买卖业务，这是新中国第一个股票交易柜台，开业第一天代理卖出飞乐音响公司和延中实业公司发行的股票1000多股。
1990年，中国工商银行上海分行决定以工行上海信托投资公司证券部的基础上组建上海申银证券公司，首任总经理为阚治东。

### 万国证券
上海万国证券公司（简称万国证券）由管金生等人在时任上海市市长汪道涵的大力支持下于1988年2月筹建，当时上海国际信托投资公司等10家上海市国有企业筹资3500万元人民币作为万国证券注册资金，为中国大陆最早的一家股份制证券公司。
1988年7月18日，万国证券挂牌成立，徐庆雄任董事长，管金生任总经理，当时企业口号是“万国证券，证券王国”。
1988年9月16日，万国证券第一家营业部——设在普陀体育馆的大厅一隅的普陀营业部开张。
1988年9月，在由20多个国际证券公司组成的、对意大利国民劳动银行新加坡分行在伦敦发行欧洲日元证券的承销团中，万国证券任副总干事，成为中国大陆第一家在国际证券界亮相的证券公司。
1992年年底，万国证券在香港与李嘉诚合作，一举收购香港上市公司“王集团”，之后成立上海万国（香港）证券有限公司，从而成为了第一个参与收购香港上市公司的大陆证券机构。
1993年。万国证券在首批券商信用评级中成为唯一获得国内AAA最高信用级别的一家。
1994年，万国证券在新加坡、伦敦等地开设分公司，在A股交易占上交所总成交量的22%，B股则达到50%，在上交所会员中首屈一指。当年上市的上海12只B股中有8只是由万国证券作国内主承销商。
在管金生掌舵万国证券期间，万国证券一级市场承销业务占中国大陆总份额的60%，二级市场经纪业务占到中国大陆总份额的40%，且二级市场交易量前十名的证券营业部中往往占去有七、八个。其营业厅经常排满长队。
1995年1月23日，万国证券联合高岭、高原兄弟执掌的辽宁国发集团，在北京上海两地开始大举做空国债，又在同年2月23日16点22分13秒至30分收盘期间疯狂做空“327”国债。引发了“327国债期货事件”。当晚23点，上交所在经过紧急会议后宣布当日16时22分13秒之后的所有“327”国债交易是异常的无效的，这一决定，使万国证券的尾盘操作收获瞬间化为泡影。万国证券亏损56亿人民币，濒临破产。
1995年2月23日晚，为避免万国证券可能迎来的倒闭而造成证券市场连锁挤兑风险，由上海市政府出面协调，上交所和多家金融机构，以国债回购和银行融资的形式，融给万国证券15亿元资金，加强其柜台的现金支付和周转能力，稳定其客户的心态；万国证券也连夜准备了10亿元左右资金和8亿元国库券。最终针对万国证券的挤兑并没有出现。
1995年4月，万国证券创始人之一兼总经理管金生因327事件引咎辞职。同年5月19日，管金生在海南因贪污及挪用公款40余万元被捕。

### 申银万国证券
1996年4月25日 ，因万国证券策划327国债期货事件失败而损失惨重，濒临倒闭，在上海市政府的主持下，申银证券与万国证券合并组建申银万国证券股份有限公司（简称申银万国）；并于7月17日正式挂牌。
2005年2月，申银万国成为中国人民银行2005年度公开市场业务一级交易商。2011年12月22日，公司获中国证监会批复，成为首批开展人民币合格境外机构投资者（RQFII）境内证券投资试点的证券公司之一。

### 申万宏源证券
2014年7月25日，申銀萬國證券以換股吸收合並的方式吸收合並宏源證券股份有限公司。在此次交易中，宏源換股價格為每股9.96元，換股比例為2.049，預計交易金額近400億元，為中國證券業交易金額最大的併購案。吸收合併宏源後，申萬市值將超過700億元，從而一舉躋身行業前三。但两者的交易系统和团队并未完全合并，至今处于分立状态。
2019年4月26日，申万宏源发行25.04亿股境外上市外资股（H股）在香港联合交易所有限公司主板挂牌并上市交易。该次H股每股发行价格为3.63港元，经扣除相关费用后，募集资金净额约为87.79亿港元。
2019年6月10日，申万宏源集團股份有限公司同意向申萬宏源證券有限公司增資及相關事項授權的議案》，報請股東批准以募集資金40億元人民幣增加申萬宏源證券註冊資本，增資完成後，申萬宏源證券的註冊資本由430億元增至470億元。
2021年7月24日，中国证券监督管理委员会发布《2021年证券公司分类结果》，共有103家券商参与。其中申万宏源被评为AA级，与2020年持平。

## 处罚与风险事件
1995年1月23日，万国证券联合高岭、高原兄弟执掌的辽宁国发集团，在北京上海两地开始大举做空国债，又在同年2月23日16点22分13秒至30分收盘期间疯狂做空“327”国债。引发了“327国债期货事件”。当晚23点，上交所在经过紧急会议后宣布当日16时22分13秒之后的所有“327”国债交易是异常的无效的，这一决定，使万国证券的尾盘操作收获瞬间化为泡影。万国证券亏损56亿人民币，濒临破产。
2017年2月，申万宏源证券在资产证券化业务现场检查中因个别尽职调查报告存在调查分析前后不一、报告结论缺乏充分证据支撑等情形，未能全面反映重要债务人偿付能力和资信水平，被中国证监会上海监管局出具警示函。